# Окулярна саламандра
Окулярна саламандра (Salamandrina) — рід земноводних підродини Salamandrininae родини саламандрові. Має 2 види.

## Опис
Загальна довжина представників цього роду коливається від 3 до 9,7 см. Спостерігається статевий диморфізм: самиці більші за самців. Голова широка, дещо закруглена. Тулуб товстий, кремезний. Мають до 10 ребер. Кінцівки розвинені з 3—4 пальцями. Хвіст довгий, стиснутий з боків. Особливістю цих земноводних є їх забарвлення. загальний фон чорний або темно-коричневий. Від ока до потилиці тягнеться світла смуга, яка потім йде до іншого ока, нагадуючи тим самим окуляри. Звідси й походить назва цих амфібій. Забарвлення черева переважно бежевого колір, кінцівки, низ хвоста червонуватого, або черево — коричнюватого кольору.

## Спосіб життя
Полюбляють узбережжя морів, схили, пагорби, місця біля річок, озер, боліт. Ведуть напівводний спосіб життя. Активні переважно у присмерку. Живляться різними безхребетними. Здатні впадати у сплячку.
Це яйцекладні земноводні.

## Розповсюдження
Мешкають у західній Італії.

## Види
- Salamandrina perspicillata
- Salamandrina terdigitata